# L'Opus de Lisa
L'Opus de Lisa est un épisode de la série télévisée d'animation Les Simpson. Il s'agit du huitième épisode de la vingt-neuvième saison et du 626e épisode de la série. Il est diffusé pour la première fois le 3 décembre 2017 aux États-Unis.

## Synopsis
Alors que Lisa n'a qu'un an, on voit qu'elle est déjà très intelligente. On passe ensuite à une Lisa âgée de maintenant 18 ans qui est en train d'écrire sa demande d'admission pour l'université Harvard. Pendant ce temps, Bart vit toujours à la maison et est considéré comme un véritable échec par Homer. Puis, on fait un autre retour en arrière et on voit plusieurs des précédents anniversaires de Lisa qui ont tous été ruinés par sa famille. Heureusement, cette dernière ne leur en veut pas trop, car c'est ce qui lui a permis d'être la personne qu'elle est maintenant. En plus, on apprend que pendant ces années, Marge a voulu quitter Homer pour de bon et le seul moyen pour Homer de sauver son mariage est de renoncer à l'alcool une bonne fois pour toutes… Lisa, quant à elle, essayera de se faire une place dans la prestigieuse université Harvard...

## Réception
Lors de sa première diffusion, l'épisode a attiré 4,28 millions de téléspectateurs.